# مزرعة خاتون (كاشان)
مزرعة خاتون هي قرية في مقاطعة كاشان، إيران. يقدر عدد سكانها بـ 0 نسمة بحسب إحصاء 2016.